# VR Bank Hohenneuffen-Teck
Die VR Bank Hohenneuffen-Teck eG war eine deutsche Genossenschaftsbank mit Sitz in Frickenhausen im Landkreis Esslingen (Baden-Württemberg). Rückwirkend zum 1. Januar 2023 fusionierte die VR Bank Hohenneuffen-Teck eG mit der Volksbank Mittlerer Neckar eG. Die Eintragung ins Genossenschaftsregister wurde am 4. Juli 2023 vollzogen.

## Geschichte
Die Bank entstand im Jahre 2014 aus der Fusion der Volksbank Hohenneuffen eG mit der Raiffeisenbank Teck eG. 

## Rechtsgrundlagen
Rechtsgrundlagen der Bank waren das Genossenschaftsgesetz und die Satzung. Die Organe der Genossenschaftsbank waren der Vorstand, der Aufsichtsrat und die Vertreterversammlung. Die Bank war der BVR Institutssicherung GmbH und der Sicherungseinrichtung des Bundesverbandes der Deutschen Volksbanken und Raiffeisenbanken e.V. angeschlossen.

## Niederlassungen
Die 18 Geschäftsstellen (davon 9 SB-Stellen) gingen mit der Fusion auf die Volksbank Mittlerer Neckar eG über.